# Merops muelleri
Merops muelleri là một loài chim trong họ Meropidae.